# Артёмовская (Московская область)
Артёмовская — деревня в муниципальном округе Егорьевск Московской области России.

## География
Деревня Артёмовская расположена в северо-восточной части муниципального округа Егорьевск, примерно в 8 километрах к северо-востоку от города Егорьевск. В 1 километре к востоку от деревни протекает река Цна. Высота над уровнем моря 133 метров.

## Название
В письменных источниках деревня упоминается как Кузнецово, Ортемово тож (1554 год), Ортемовская (1577 год), позже Артемовская.
Название Кузнецово связано с некалендарным личным именем Кузнец, Артемово — с Артём, разговорной формой имени Артемий.

## История
До отмены крепостного права в России жители деревни относились к разряду государственных крестьян. После 1861 года деревня вошла в состав Поминовской волости Егорьевского уезда. Приход находился в селе Ново-Егорьевское.
В 1926 году деревня входила в Власовский сельсовет Поминовской волости Егорьевского уезда.
До 1994 года Артёмовская входила в состав Клеменовского сельсовета Егорьевского района, в 1994—2004 годы — Клеменовского сельского округа, а в 1994—2006 годы — Саввинского сельского округа.
До 2015 года входила в состав сельского поселения Саввинское.
В 2015 году вошла в состав городского округа Егорьевск, образованного в том же году путем упразднения Егорьевского района и объединения всех его поселений в единый городской округ.

## Демография
В 1885 году в деревне проживало 181 человек, в 1905 году — 206 человек (100 мужчин, 106 женщин), в 1926 году — 128 человек (65 мужчин, 63 женщины). По переписи 2002 года — 18 человек (9 мужчин, 9 женщин). Население — 26 человек (2010).
| 1859 | 1868 | 1885 | 1905 | 1926 | 2002 | 2006 |
| ---- | ---- | ---- | ---- | ---- | ---- | ---- |
| 135  | ↗138 | ↗181 | ↗206 | ↘128 | ↘18  | ↘13  |
| 2010 |      |      |      |      |      |      |
| ↗26  |      |      |      |      |      |      |